# Ujung Payung
Ujung Payung is een bestuurslaag in het regentschap Karo van de provincie Noord-Sumatra, Indonesië. Ujung Payung telt 305 inwoners (volkstelling 2010).